# 联合体
在计算机科学中，联合体（英語：union）又名共用體，是一种具有多个类型或格式的值，或者把它定义为一种由具有这样的值的变量形成的数据结构。一些编程语言可以支持被称为“联合体”的特殊的資料類型，来表示上述的变量。与枚举和结构体不同的是，一个联合体的长度等于其内部长度最大的成员的长度，并且它们都共享着同一段内存。
在C語言中，一個典型的例子如下：
```
union
 
name1

{

   
int
     
a
;

   
float
   
b
;

   
char
    
c
;

}
 
uvar
;

```